# منطقه غیر کلانشهری
منطقه غیر کلانشهری (انگلیسی: Non-metropolitan district) یا منطقه شایر شکلی از نواحی دولتی محلی در انگلستان است. آن‌ها زیرمجموعه‌ای از شهرستان‌های غیر کلانشهری هستند.